# تنگ شائویی
تنگ شائویی (انگلیسی: Tang Shaoyi; ۲ ژانویهٔ ۱۸۶۲ – ۳۰ سپتامبر ۱۹۳۸) (با نویسه‌های چینی سنتی: 唐紹儀) و با نام محترمانهٔ شائوچوآن (少川)، یک دولت‌مرد چینی بود که برای مدتی به عنوان نخستین رهبر پارلمانی جمهوری چین در ۱۹۱۲ خدمت کرد. در ۱۹۳۸ توسط یکی از کارمندان دفتر آمار و پژوهش‌ها در شانگهای کشته شد.